# واینگرابن
واینگرابن (به آلمانی: Weingraben) یک منطقهٔ مسکونی در اتریش است که در ناحیه اوبرپولندورف واقع شده‌است. واینگرابن ۳۸۵ نفر جمعیت دارد.